# Gewestelijke Economische Raad voor Vlaanderen
De Gewestelijke Economische Raad voor Vlaanderen (GERV) was een Vlaams sociaal-economisch overleg- en adviesorgaan.

## Historiek
De Gewestelijke Economische Raad voor Vlaanderen werd in 1971 opgericht - naar aanleiding van de kaderwet houdende planning en economische decentralisatie van 21 juli 1970 - als opvolger van de Economische Raad voor Vlaanderen (ERV), de installatie ervan vond plaats op 25 september 1971. De Waalse tegenhanger was de Conseil Économique de la Région Wallone (CERW). Voor de provincie Brabant werd een aparte economische raad opgericht, de Gewestelijke Economische Raad voor Brabant (GERB). 
In tegenstelling tot zijn voorganger was de GERV een publiekrechtelijke instelling en had hij een officieel karakter, tevens waren zijn bevoegdheden bij wet bepaald. Zo had de GERV een 'adviserende bevoegdheid' en een 'algemene bevoegdheid tot aanbeveling' op het vlak van regionaal- economische beleidsvragen. De GERV was samengesteld uit de representatieve vakbonden (ABVV, ACV en ACLVB) en werkgeversorganisaties (Boerenbond, LVV, NCMV en VEV), aangevuld met vertegenwoordigers uit de Kamer van volksvertegenwoordigers, Senaat en de provincieraden van de provincies Antwerpen, Limburg, Oost- en West-Vlaanderen.
In 1985 werd de GERV omgevormd tot de Sociaal-Economische Raad van Vlaanderen (SERV).